# Cẩm Nam
Cẩm Nam là một phường thuộc thành phố Hội An, tỉnh Quảng Nam, Việt Nam.

## Địa lý
Phường Cẩm Nam là một phường vùng ven nằm ở phía nam thành phố Hội An, có vị trí địa lý:
- Phía đông giáp xã Cẩm Thanh
- Phía tây giáp phường Minh An
- Phía bắc giáp các phường Minh An, Sơn Phong, Cẩm Châu
- Phía nam giáp xã Cẩm Kim và huyện Duy Xuyên.

Phường Cẩm Nam có diện tích 4,55 km², dân số năm 2019 là 6.850 người, mật độ dân số đạt 1.506 người/km².

## Hành chính[4]
Phường Cẩm Nam được chia thành 5 khối: khối Xuyên Trung, khối Châu Trung, khối Hà Trung, khối Thanh Nam Tây và khối Thanh Nam Đông.

## Văn hóa

### Lễ hội
Năm 2013, phường tổ chức Ngày hội bắp nếp Cẩm Nam vào ngày 16 tháng giêng hàng năm nhằm bày tỏ lòng thành kính đối với những bậc tiền nhân đã có công khai sinh ra làng nghề, đồng thời cầu mong một mùa bắp bội thu trong năm mới. Từ sáng sớm, người dân tập trung tại Cồn Bắp và long trọng tổ chức lễ nghinh thần về khu phố Xuyên Trung.
Ngay sau phần lễ, ngày hội bắp nếp bên dòng sông Hoài (một phân nhán của sông Thu Bồn) với khoảng 10.000 trái bắp được chế biến các món ăn: bắp luộc, bắp nướng, chè bắp, bắp rang, chả bắp, lớ bắp..., phục vụ người dân địa phương cũng như du khách tham gia.